# Гогибик (окръг, Мичиган)
Окръг Гогибик (на английски: Gogebic County) е окръг в щата Мичиган, Съединени американски щати. Площта му е 3823 km², а населението - 17 370 души (2000). Административен център е град Безмър.